# Viloyat Sirdaryo
Die Viloyat Sirdaryo (usbekisch Sirdaryo viloyati, Сирдарё вилояти; russisch Сырдарьинская область Syrdarjinskaja oblast) ist ein Viloyat (Viloyat) im Osten von Usbekistan. Es grenzt an das linke Flussufer vom Syrdarja und damit Kasachstan, sowie an Tadschikistan, das Viloyat Taschkent und das Viloyat Jizzax. Die Fläche des Viloyats beträgt 5.100 km² und besteht überwiegend aus Wüste und Steppe. Etwa 671.000 Einwohner leben in dem Viloyat Sirdaryo.
Das Klima ist kontinental geprägt. Milde, feuchte Winter und trockene, heiße Sommer wechseln sich ab.

## Geschichte
Bereits vor der Gründung des Viloyats Sirdaryo gab es eine Oblast Syrdarja, die 1924 in ein Gouvernement umgewandelt und 1928 aufgelöst wurde.
Das Viloyat Sirdaryo wurde am 16. Februar 1963 innerhalb der Usbekischen SSR aus Teilen des Viloyat Samarqand und des Viloyat Taschkent eingerichtet. Die Hauptstadt war zunächst Yangiyer. Per Ukas vom 19. September 1963 wurden zwei Rajons und Teile eines weiteren von der Oblast Tschimkent in der Kasachischen SSR an das Viloyat Sirdaryo abgegeben. Am 26. November 1963 wurde die Hauptstadt nach Guliston verlegt. Per Ukas vom 28. Juni 1971 wurden die angegliederten Rajons zurückgegeben. Am 29. Dezember 1973 wurden mehrere Rajons zur Bildung des Viloyat Jizzax abgetrennt. Diese wurde am 6. September 1988 in das Viloyat Sirdaryo eingegliedert, wobei Jizzax zur Hauptstadt bestimmt wurde. Am 16. Februar 1990 wurde dies rückgängig gemacht.

## Verwaltung
Das Viloyat Sirdaryo ist in 9 Verwaltungsdistrikte geteilt. Die Städte Baxt, Guliston, Sirdaryo, Shirin und Yangiyer sind kreisfrei. Die Hauptstadt Guliston hat 66.899 Einwohner.
|   | Nr.             | Bezirk     | Hauptort |
| - | --------------- | ---------- | -------- |
| 1 | Oqoltin         | Sardoba    |          |
| 2 | Boyovut         | Boyovut    |          |
| 3 | Guliston        | Dehqonobod |          |
| 4 | Xovos           | Farhod     |          |
| 5 | Mehnatobod      | Qahramon   |          |
| 6 | Mirzaobod       | Navroʻz    |          |
| 7 | Sayxunobod      | Sayhun     |          |
| 8 | Sharof Rashidov | Paxtaobod  |          |
| 9 | Sirdaryo        | Sirdaryo   |          |

## Wirtschaft
Der größte Wirtschaftszweig ist die Landwirtschaft. Sie basiert auf dem Anbau von Baumwolle und Getreide. In der Vergangenheit war der Einsatz von Schülern und Studenten beim Sammeln der Baumwolle umstritten. Seit 2008 gesetzlich verboten, finden solche Einsätze nicht mehr statt. Die Landwirtschaft ist auf die künstliche Bewässerung angewiesen. Wie überall in Usbekistan findet die Rohrverarbeitung von Baumwolle auch hier vor Ort statt. Der zweitgrößte Wirtschaftszweig ist die Viehzucht. Hier dominiert die Zucht von Fettschwanzschafen und Kühen. Zudem werden Melonen, Wassermelonen, Kürbisse, Tomaten, Mais und Obst, wie beispielsweise Weintrauben, angebaut. Industrie ist selten zu finden. Die Stadt Guliston verfügt über eine metall- und edelmetallverarbeitende Fabrik und ist auf diese staatliche Einrichtung angewiesen. Die Stadt Schirin ist mit dem Bau des Gaskraftwerks Syrdarja entstanden, dem mit 3.000 MW leistungsstärksten Kraftwerk (Inbetriebnahme schrittweise 1972–1981) in Usbekistan.
Der 2010–2017 gebaute Sardoba-Staudamm zur Bewässerung der trockenen, ebenen Steppe brach am 1. Mai 2020 bei starkem Regen und Wind. 56 Menschen kamen in Krankenhäuser, in Usbekistan wurden 70.000 Menschen evakuiert und in Kasachstan (nördlich angrenzend) rund 22.000 Einwohner von zehn Dörfern. Der Ernteausfall, vor allem Baumwolle, wird mit 400.000 Dollar (rund 360.000 Euro) bewertet.